# Франческо Марія II делла Ровере
Франческо Марія II делла Ровере (італ. Francesco Maria II. della Rovere; 20 лютого 1549, Пезаро — 23 квітня 1631, Урбанія) — останній герцог Урбіно з роду делла Ровере.

## Біографія
Франческо Марія II був сином герцога Гвідобальдо II Урбінського і принцеси Вітторії Фарнезе Пармської. У 1565—1568 роках він здобував освіту при дворі іспанського короля Філіпа II. Успадкував престол після смерті батька у 1574 році. У 1580 році, через фінансове становище свого дому, він був змушений продати владу над герцогством Сора й Арче Джакомо Бонкомпаньї, узаконеному синові Папи Григорія XIII, за 100 000 золотих скуді. У 1585 році Філіп II нагородив його орденом Золотого Руна.
У першому шлюбі Франческо Марія одружився з Лукрецією д'Есте (1535—1598), дочкою герцога Ерколе II д'Есте, у 1570 році. Шлюб залишився бездітним і був розірваний у 1576 році. Однак Франческо Марія потребував спадкоємця чоловічої статі, оскільки після припинення династії герцогство Урбіно повернулося б до Папської держави. Тому після смерті Лукреції у 1599 році він одружився зі своєю кузиною Лівією делла Ровере (1583—1641), яка була на 36 років молодша за нього. 16 травня 1605 року народилася їхня перша і єдина дитина, Федеріко Убальдо, але він помер у 1623 році.
Оскільки більше спадкоємців не очікувалося, Франческо Марія II передав герцогство Урбіно Папі Урбану VIII у 1625 році. Після його смерті в 1631 році Урбіно остаточно перейшло під контроль Папської держави. Його онука, Вітторія делла Ровере, остання з основного роду, успадкувала мистецьку колекцію і передала її до Галереї Уффіці.